# Maya Hansen (cómic)
Maya Hansen es un personaje ficticio que aparece en los cómics estadounidenses publicados por Marvel Comics.
Rebecca Hall interpretó al personaje de Marvel Cinematic Universe, la película Iron Man 3 (2013).

## Historial de publicaciones
Maya Hansen apareció por primera vez en Iron Man vol. 4, # 1 (enero de 2005) y fue creado por Warren Ellis y Adi Granov.

## Biografía
Maya es una científica que desarrolla el virus Extremis junto con Aldrich Killian. Cuando Killian roba una muestra del virus y la vende a terroristas nacionales, ella llama a Tony Stark, un viejo amigo de ella, para ayudarla a recuperar la muestra. Después de que Tony es severamente derrotado por Mallen, un terrorista que había sido inyectado con el virus, Stark convence a Maya de que también lo inyecte con Extremis. Tony derrota y aprehende a Mallen, pero descubre que Killian no pudo haber actuado solo en la venta de Extremis. Él confronta a Maya, quien confiesa haber ayudado en el crimen, ya que sabía que obligaría a los contratistas de defensa a renovar su financiación. Ella es llevada posteriormente a custodia.
Más tarde, Tony cree que Extremis está alterando sus funciones cerebrales, por lo que saca a Maya de la cárcel para ayudarlo. Ella es puesta bajo su custodia. Cuando Sal Kennedy es asesinado, Maya cree que ella pudiera haberlo salvado si se le hubiera permitido continuar su investigación sobre Extremis. Ella, sin saberlo, es engañada, dándole muestras del virus al Mandarín.
Tras los acontecimientos de la Invasión Secreta, Maya Hansen desaparece de la serie y no se le vuelve a ver hasta el relanzamiento de la serie Iron Man durante el evento Marvel NOW!, donde ser revela que fue secuestrada por A.I.M. para recrear el suero Extremis para ellos, y tiene éxito. A pesar de que es asesinada tratando de escapar, ella logra su plan de prueba mediante el envío de un mensaje pregrabado que hizo a Tony Stark para advertirle que el virus Extremis anda suelto una vez más.

## Poderes y habilidades
Maya Hansen tiene un intelecto a nivel de genio. Ella era una científica brillante que diseñó Extremis, un virus que podía reescribir el código genético de los humanos y proporcionar mejoras al cuerpo. Obtuvo al menos tres doctorados, uno en botánica.
Según El Mandarín, la secuencia genética de Maya le habría permitido sobrevivir estando expuesta a Extremis.

## En otros medios

### Cine
El personaje de Maya Hansen fue adaptado para la película Iron Man 3 (2013), donde es interpretada por la actriz Rebecca Hall. En la película, Hansen es una de las "aventuras de una noche" que Tony Stark tuvo en el pasado; en un flashback en 1999, ella le revela el prototipo del virus conocido como Extremis. Ella se reúne con Tony durante los acontecimientos de la película y es salvada por Pepper Potts durante la destrucción de la casa de Stark. Más tarde, se revela que ella había estado trabajando con Killian para mejorar Extremis. Confrontada por Stark, Maya tiene un cambio de corazón y trata de retirarse del plan de Killian, pero este le quita la vida.